# Ritratto di Paolo Cartolari
Ritratto di Paolo Cartolari è un dipinto del pittore veronese Paolo Farinati, realizzato con la tecnica della pittura a olio su tela, conservato presso il museo di Castelvecchio a Verona.
Il soggetto del dipinto è stato riconosciuto da un suo avo, Enrico Cartolari, che nel 1931 scrisse al direttore del museo di Castelvecchio, Antonio Avena, di come il ritratto assomigliasse così tanto ad uno realizzato da Felice Brusasorzi raffigurante il suo avo Paolo. Paolo Cartolari nacque a Verona nel 1553, militare di carriera, divenne nel 1582 cavaliere di giustizia dell'Ordine di Santo Stefano papa e martire; morì il 28 agosto 1594 in battaglia.
Il dipinto venne restaurato nel 1988. Si tratta di uno dei rari ritratti eseguiti da Paolo Farinati ma in esso sono presenti diversi tratti che contraddistinguono il pittore veronese, come l'analogia con il soldato che sorregge Cristo nell'opera Cristo mostrato al popolo (anch'essa a Castelvecchio). La datazione non è certa ma è molto probabile che si possa collocare nel 1582 quando il protagonista del dipinto venne insignito cavaliere.